# Тураджи
Тураджи или Тураджы (азерб. Turacı) — азербайджанский народный женский танец. Относится к медленно лирическим женским танцам. По тематическому содержанию танец относится к бытовым танцам. 

## Музыкальная характеристика
Музыкальный размер — 3/4. Темп — умеренный (Moderato). Лад — раст, сегях и шуштер. Танец обладает лирической и нежной мелодией. Ноты музыки танца, записанные азербайджанским композитором Саидом Рустамовым, были опубликованы в 1937 году в сборнике «Азербайджанские танцевальные мелодии».

## Этимология
Название танца связано с разновидностью серой куропатки — турадж. В азербайджанской народной поэзии и музыке куропатке турадж придается значение «белого лебедя» , воспеваемого в русской музыке. Тураджи — один из мягких, пластичных женских танцев, допускающих сюжетно-сценическое воплощение. В Азербайджане этот танец исполняется в виде сценки, изображающей беззаботную, вольную птицу.

## Исполнение
Танец «Тураджи» исполняется женщинами. Плачтичные движения лица, кистей, рук и тела во время танца изображают полёт, падение на землю и повторный взлёт птицы турач. Основная позиция в танце напоминает полёт расправившей крылья птицы.
Танец входил в репертуар народной артистки Азербайджана Амины Дильбази.

## Легенды о танце
Как отмечает фольклорист Апош Велиев, в Нахичевани бытует легенда, касающаяся данного танца. Согласно этой легенде, при дворе Карабахского хана Наджафгулу-хана была танцовщица. Хан восхищался её красотой и умением. Однажды на свадьбе его сына она продемонстрировала такое мастерство танца, что хан вымолвил в восхищении, что она танцует как турач. С тех пор этот танец стал называться «Тураджи».

## В культуре
На почти неизменной мелодии танца построен хор девушек с Наргиз из первого действия оперы «Наргиз» Муслима Магомаева, написанной в 1935 году. Композитор даже несколько расширил народный танец.
Также в советские годы Магомаев на основе подлинной народной мелодии танца написал симфоническую пьесу «Тураджи».